# Caliban (měsíc)
Caliban je 16. měsíc v pořadí od planety Uran. Planetu obíhá ve vzdálenosti 7 100 000 kilometrů. Jeho velikost je 72 kilometrů a hmotnost dosahuje 7,4×1017 kg. Byl objeven kolektivem pozorovatelů (Brett J. Gladman, Philip D. Nicholson, Joseph A. Burns a John J. Kavelaars) 16. září 1997. Byl provizorně nazván S/1997 U 1 a poté pojmenován po jedné z postav divadelní hry Bouře od Williama Shakespeara.
Doba oběhu kolem planety a doba jedné otáčky kolem osy nejsou známé.